# Rejon iwanowski
Rejon iwanowski (ros. Ивановский район) – rejon w południowo-wschodniej Rosji, w południowej części obwodu amurskiego. Stanowi jeden z 20 rejonów obwodu. Siedzibą administracyjną jest wieś (ros. село) Iwanowka.

## Demografia
W 2010 roku rejon zamieszkany był przez 26 509 mieszkańców.
Struktura płci w 2010 roku:
| Płeć      | Liczba ludności | %    |
| Mężczyźni | 13 428          | 50,7 |
| Kobiety   | 13 081          | 49,3 |
| Razem     | 26 509          | 100  |